# Каркассонн
Каркассо́нн, Каркасо́н (фр. Carcassonne [kaʁ.ka.sɔn]; окс. Carcassona [kaɾkaˈsunɔ]; лат. Carcaso) — місто та комуна (муніципалітет) у Франції, у регіоні Окситанія, адміністративний центр департаменту Од. Населення — 46 218 осіб (01.01.2021).
Муніципалітет розміщений на відстані близько 630 км на південь від Парижа, 135 км на захід від Монпельє. Візитівкою міста є середньовічна фортеця, що з 1997 року занесена до списку Світової спадщини ЮНЕСКО.

## Історія
До 2015 року муніципалітет перебував у складі регіону Лангедок-Русійон. Від 1 січня 2016 року належить до нового об'єднаного регіону Окситанія.

## Демографія
Динаміка населення ( ):
Розподіл населення за віком та статтю (2006):

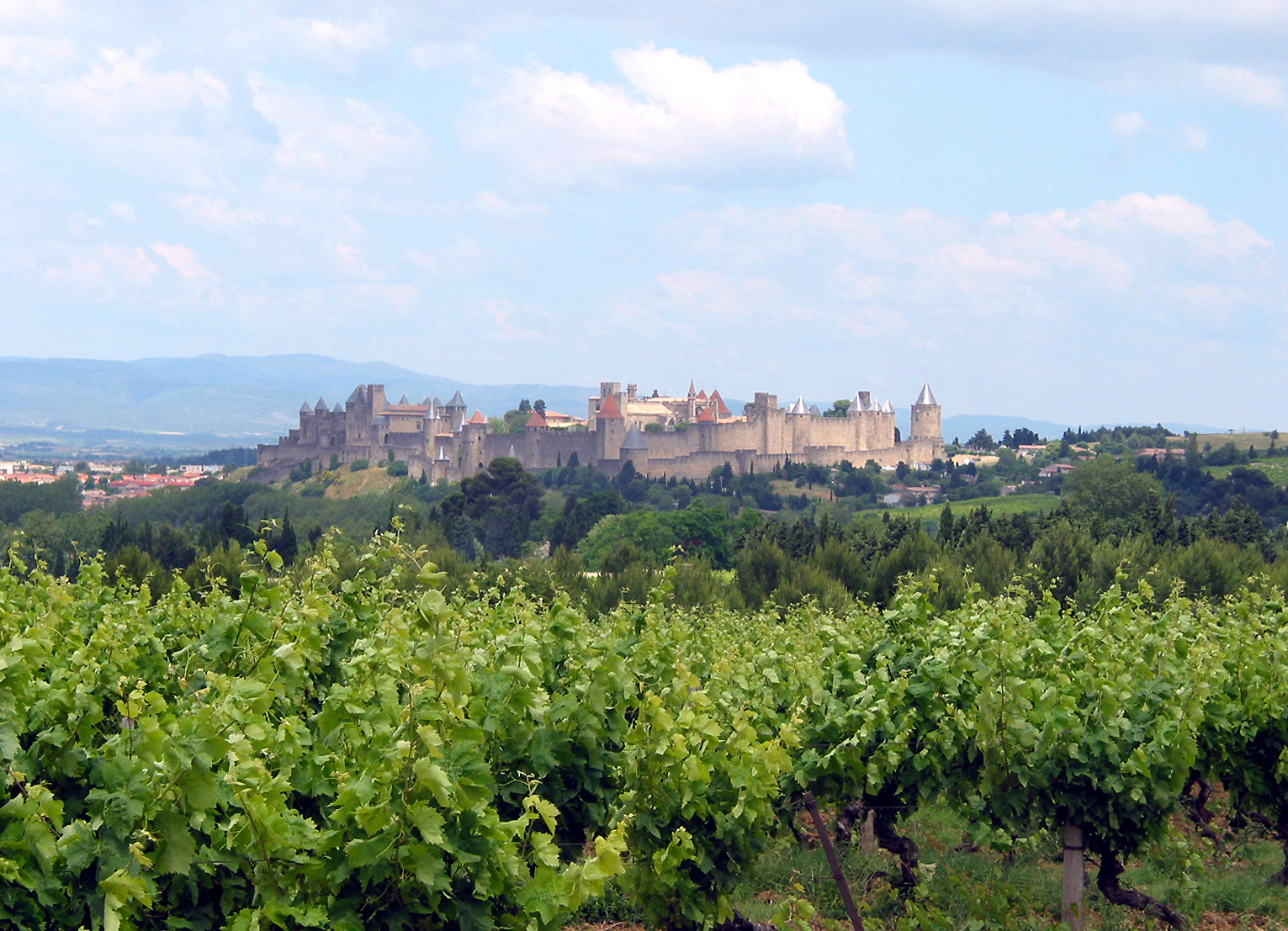
Середньовічне місто в пишній зелені

| Стать | Всього | До 15 років | 15-24 | 25-44 | 45-64 | 65-85 | Понад 85 |
| --- | ------ | ----------- | ----- | ----- | ----- | ----- | -------- |
| Чоловіки | 21 883 | 3882        | 3172  | 5717  | 5578  | 3148  | 386      |
| Жінки | 24 770 | 3887        | 2973  | 5938  | 6150  | 4817  | 1005     |
| \| Статево-вікова піраміда \| Статево-вікова піраміда \| Статево-вікова піраміда \| \| ----------------------- \| ----------------------- \| ----------------------- \| \| Чоловіки \| Вік \| Жінки \| \| 386 \| 85 + \| 1005 \| \| 624 \| 80-84 \| 1222 \| \| 705 \| 75-79 \| 1330 \| \| 939 \| 70-74 \| 1204 \| \| 880 \| 65-69 \| 1061 \| \| 1145 \| 60-64 \| 1206 \| \| 1478 \| 55-59 \| 1627 \| \| 1483 \| 50-54 \| 1687 \| \| 1472 \| 45-49 \| 1630 \| \| 1516 \| 40-44 \| 1677 \| \| 1398 \| 35-39 \| 1521 \| \| 1452 \| 30-34 \| 1408 \| \| 1351 \| 25-29 \| 1332 \| \| 1557 \| 20-24 \| 1459 \| \| 1615 \| 15-20 \| 1514 \| \| 1291 \| 10-14 \| 1361 \| \| 1307 \| 5-9 \| 1221 \| \| 1284 \| 0-4 \| 1305 \| |        |             |       |       |       |       |          |
| Статево-вікова піраміда |        |             |       |       |       |       |          |
| Чоловіки | Вік    | Жінки       |       |       |       |       |          |
| 386 | 85 +   | 1005        |       |       |       |       |          |
| 624 | 80-84  | 1222        |       |       |       |       |          |
| 705 | 75-79  | 1330        |       |       |       |       |          |
| 939 | 70-74  | 1204        |       |       |       |       |          |
| 880 | 65-69  | 1061        |       |       |       |       |          |
| 1145 | 60-64  | 1206        |       |       |       |       |          |
| 1478 | 55-59  | 1627        |       |       |       |       |          |
| 1483 | 50-54  | 1687        |       |       |       |       |          |
| 1472 | 45-49  | 1630        |       |       |       |       |          |
| 1516 | 40-44  | 1677        |       |       |       |       |          |
| 1398 | 35-39  | 1521        |       |       |       |       |          |
| 1452 | 30-34  | 1408        |       |       |       |       |          |
| 1351 | 25-29  | 1332        |       |       |       |       |          |
| 1557 | 20-24  | 1459        |       |       |       |       |          |
| 1615 | 15-20  | 1514        |       |       |       |       |          |
| 1291 | 10-14  | 1361        |       |       |       |       |          |
| 1307 | 5-9    | 1221        |       |       |       |       |          |
| 1284 | 0-4    | 1305        |       |       |       |       |          |

## Економіка
2010 року серед 29 710 осіб працездатного віку (15—64 років) 20 758 були активними, 8952 — неактивними (показник активності 69,9%, у 1999 році було 69,4%). З 20 758 активних мешканців працювали 16 884 особи (8842 чоловіки та 8042 жінки), безробітними було 3874 (1862 чоловіки та 2012 жінок). Серед 8952 неактивних 2812 осіб було учнями чи студентами, 2708 — пенсіонерами, 3432 були неактивними з інших причин.

У 2010 році в муніципалітеті нараховувалося 22049 оподаткованих домогосподарств, у яких проживали 46973 особи, медіана доходів дорівнювала 15 736,5 євро на одного особоспоживача

## Транспорт

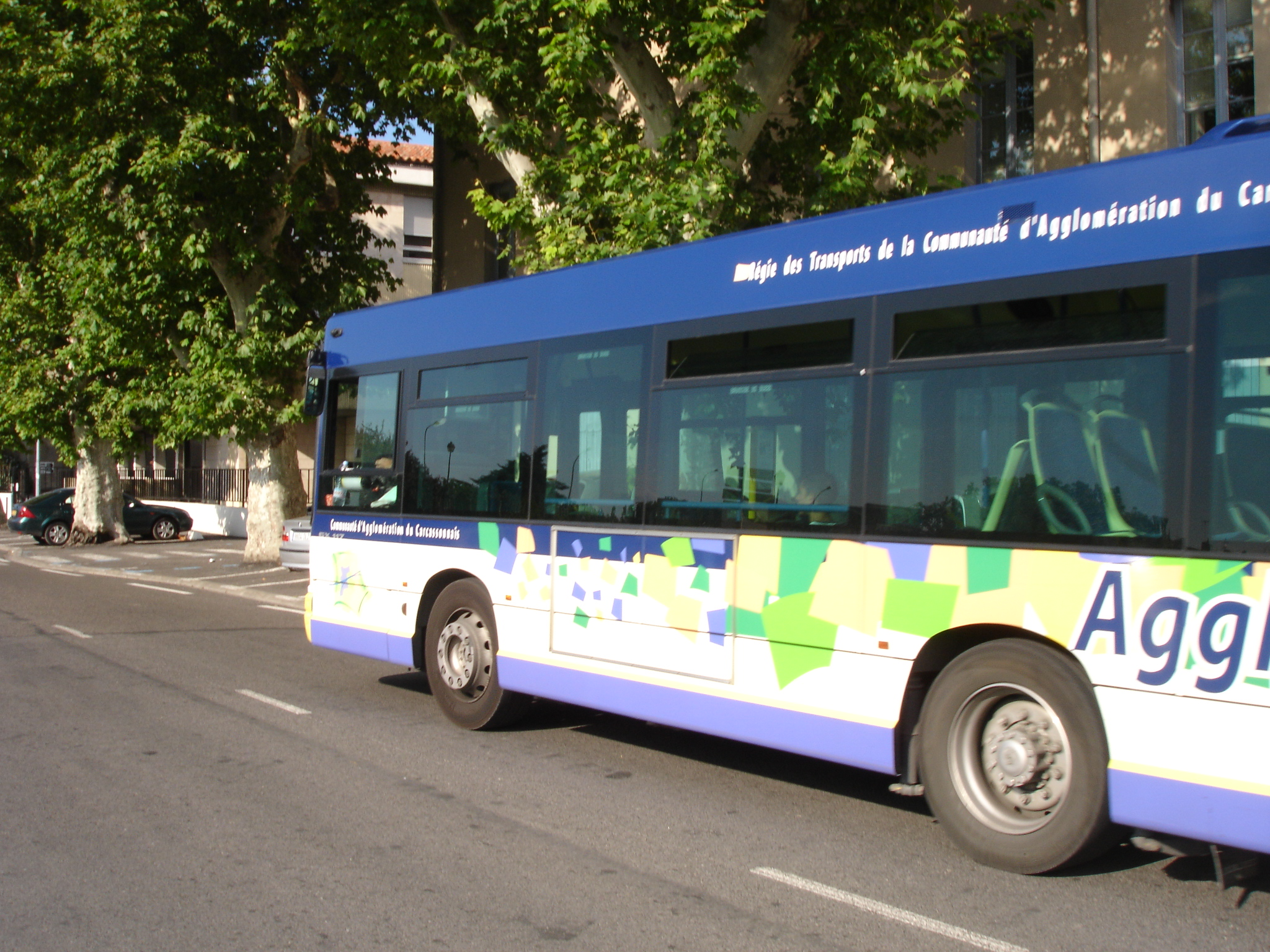
Автобус в Каркассонні

## Галерея зображень

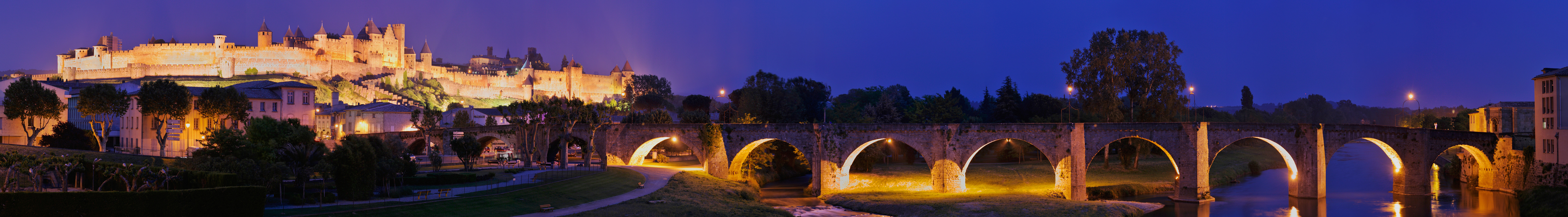
Панорама фортеці та мосту через річку Од уночі

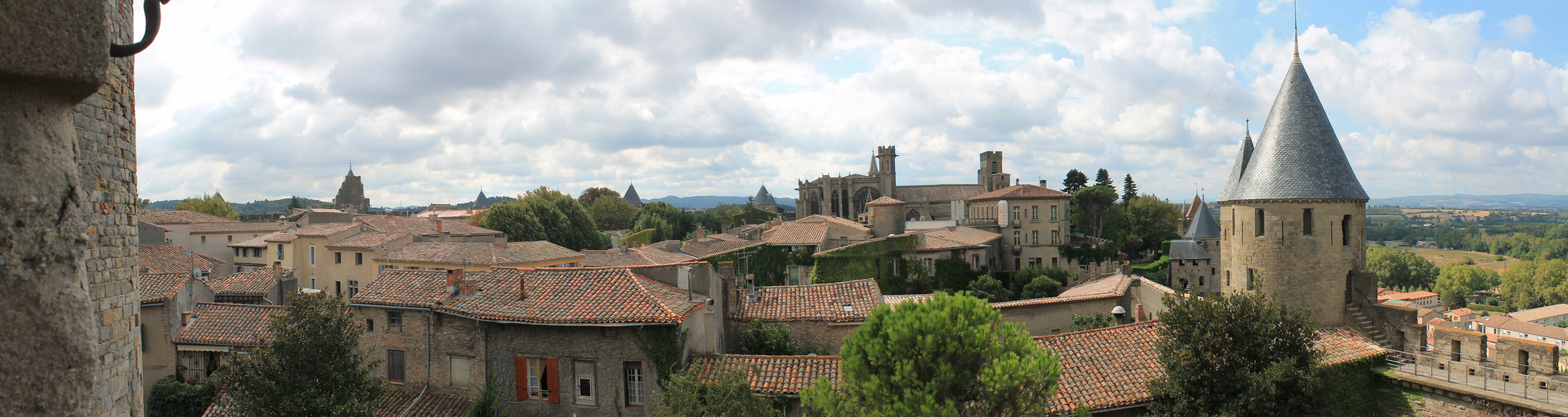
Панорама фортеці

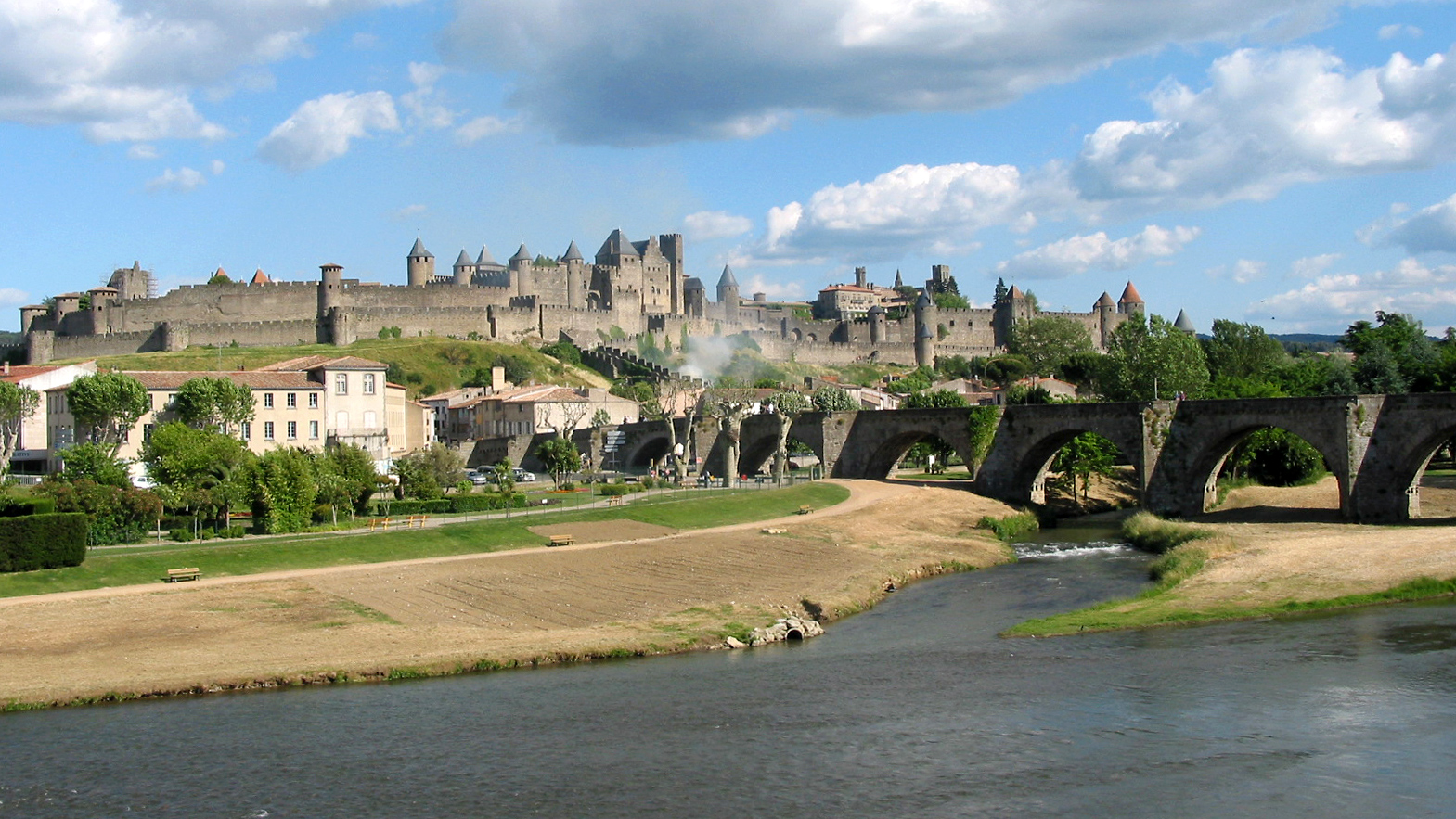
Річка Од, Старий міст та середньовчне місто.
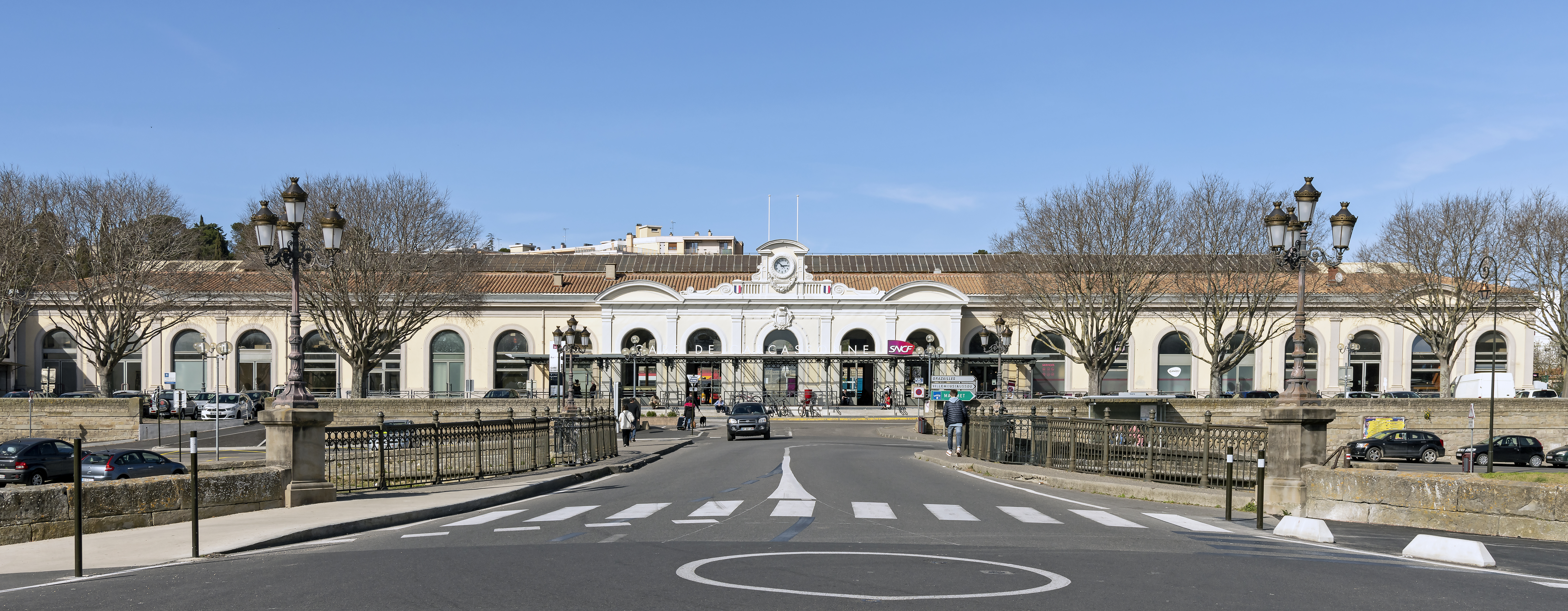
Залізничний вокзал у Каркассонні.
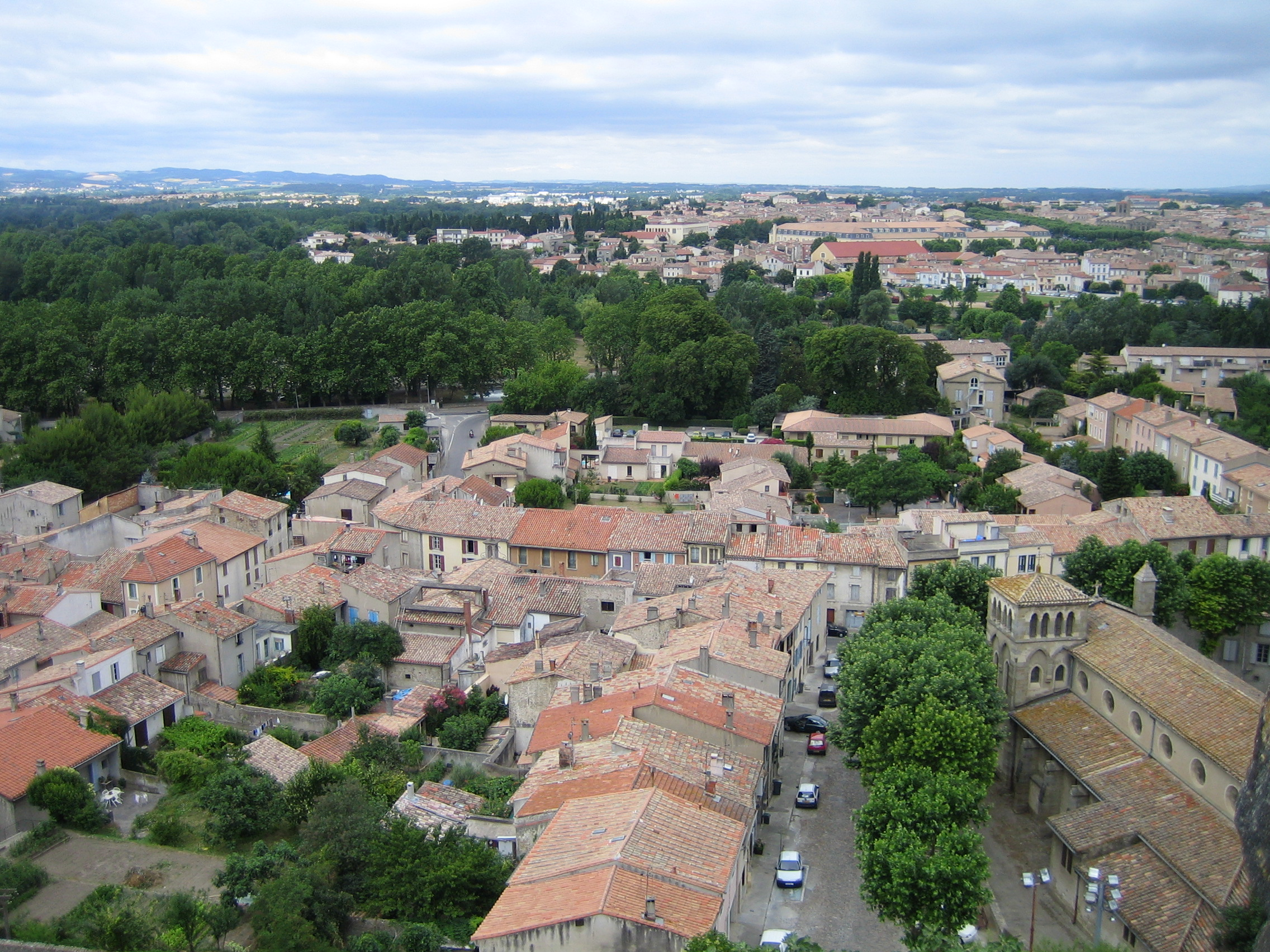
Квартал Триваль та «нижнє місто».
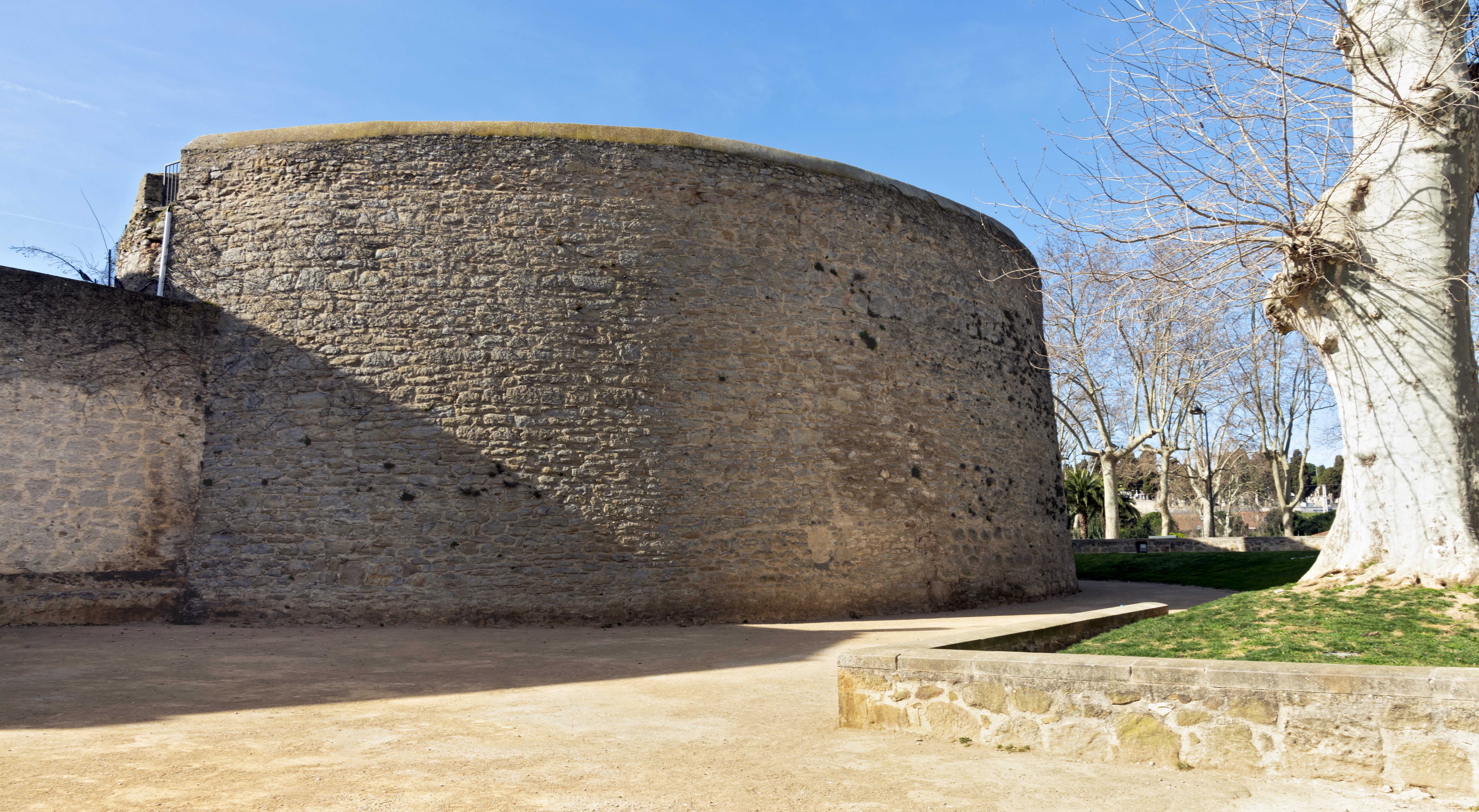
Руїни міського муру, побудованого за Людовика Святого.
Будинок суду
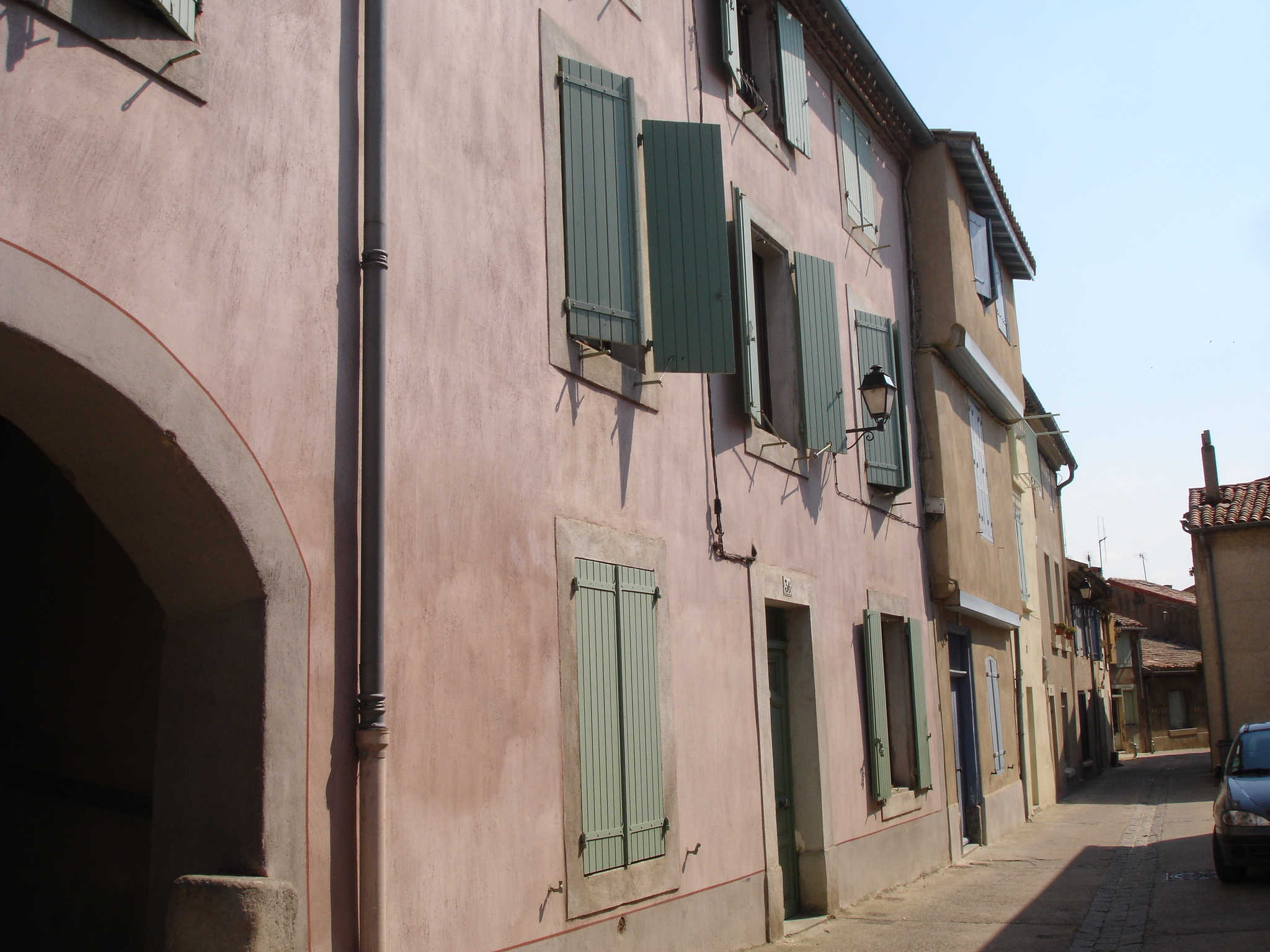
У кварталі Триваль.
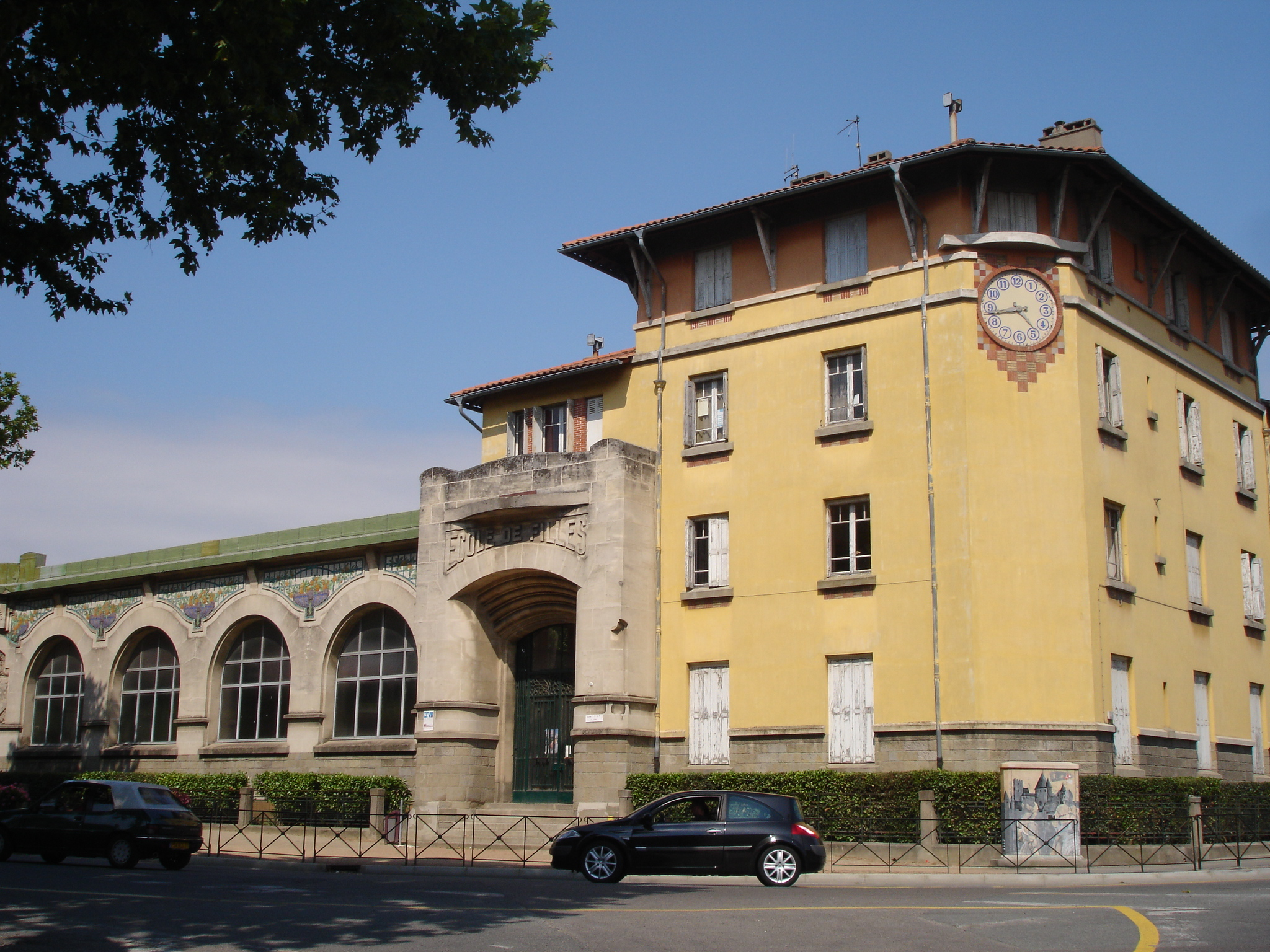
Колишня дівчача школа Каркассонна.
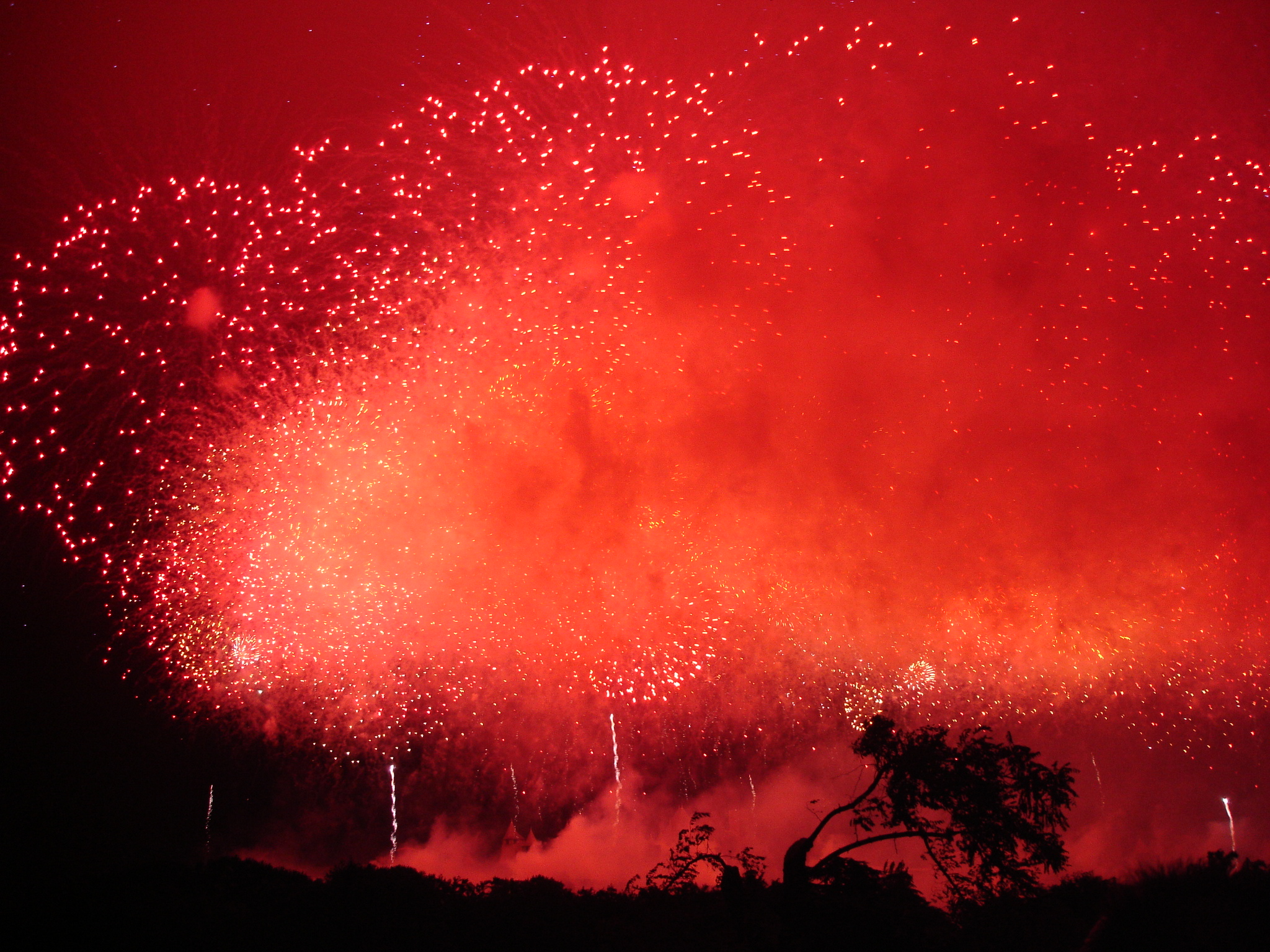
Каркассонн святкує День взяття Бастилії
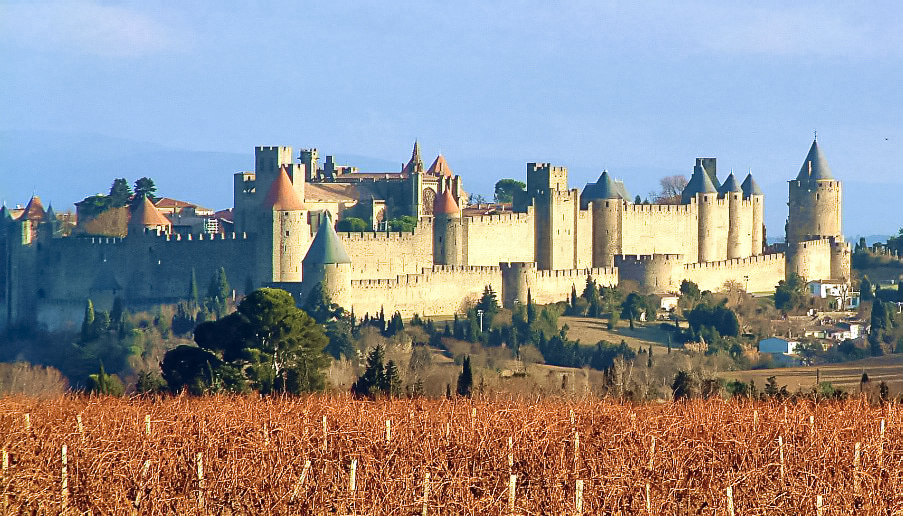
Старе місто Каркассонна.
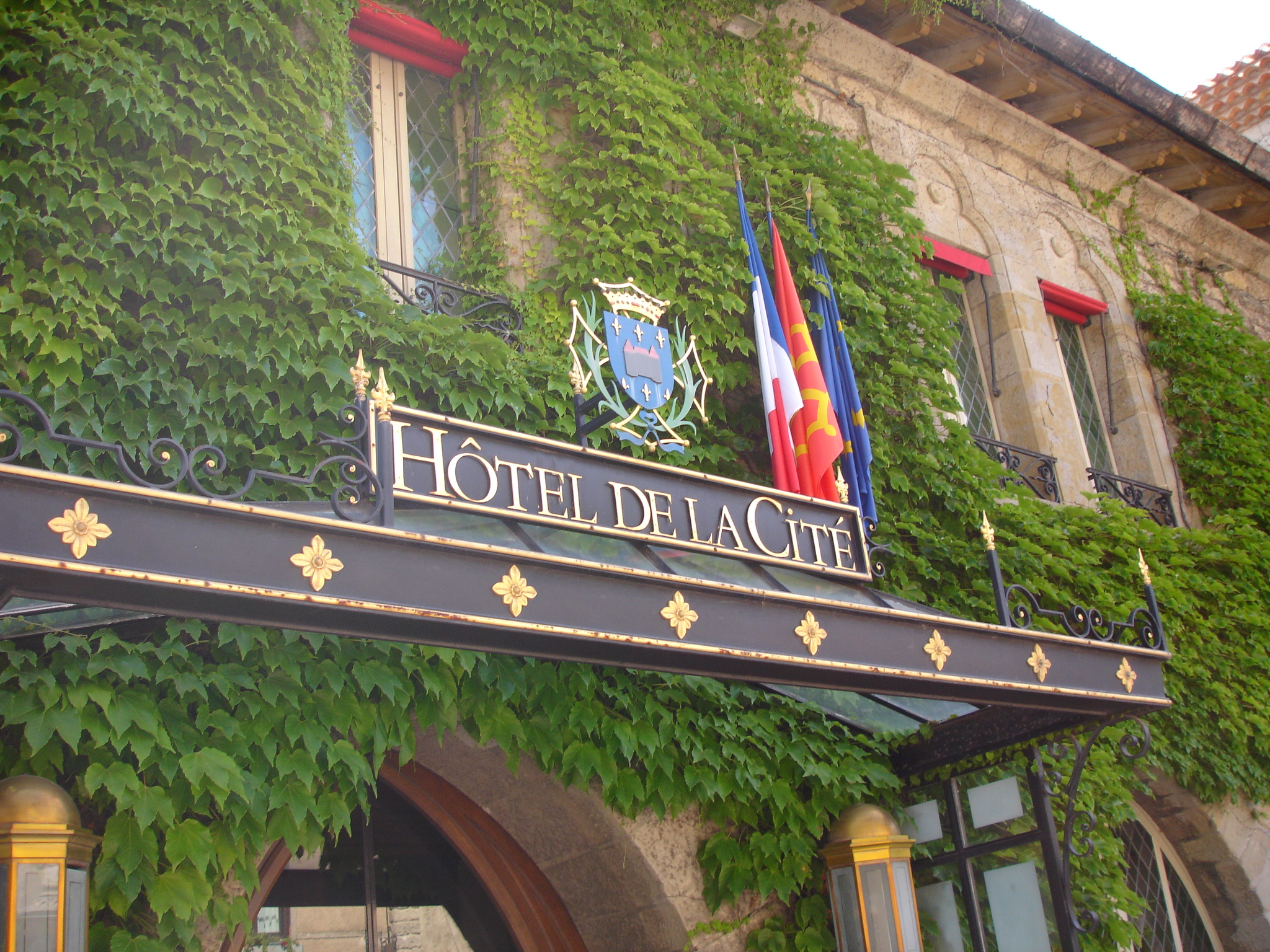
Готель.
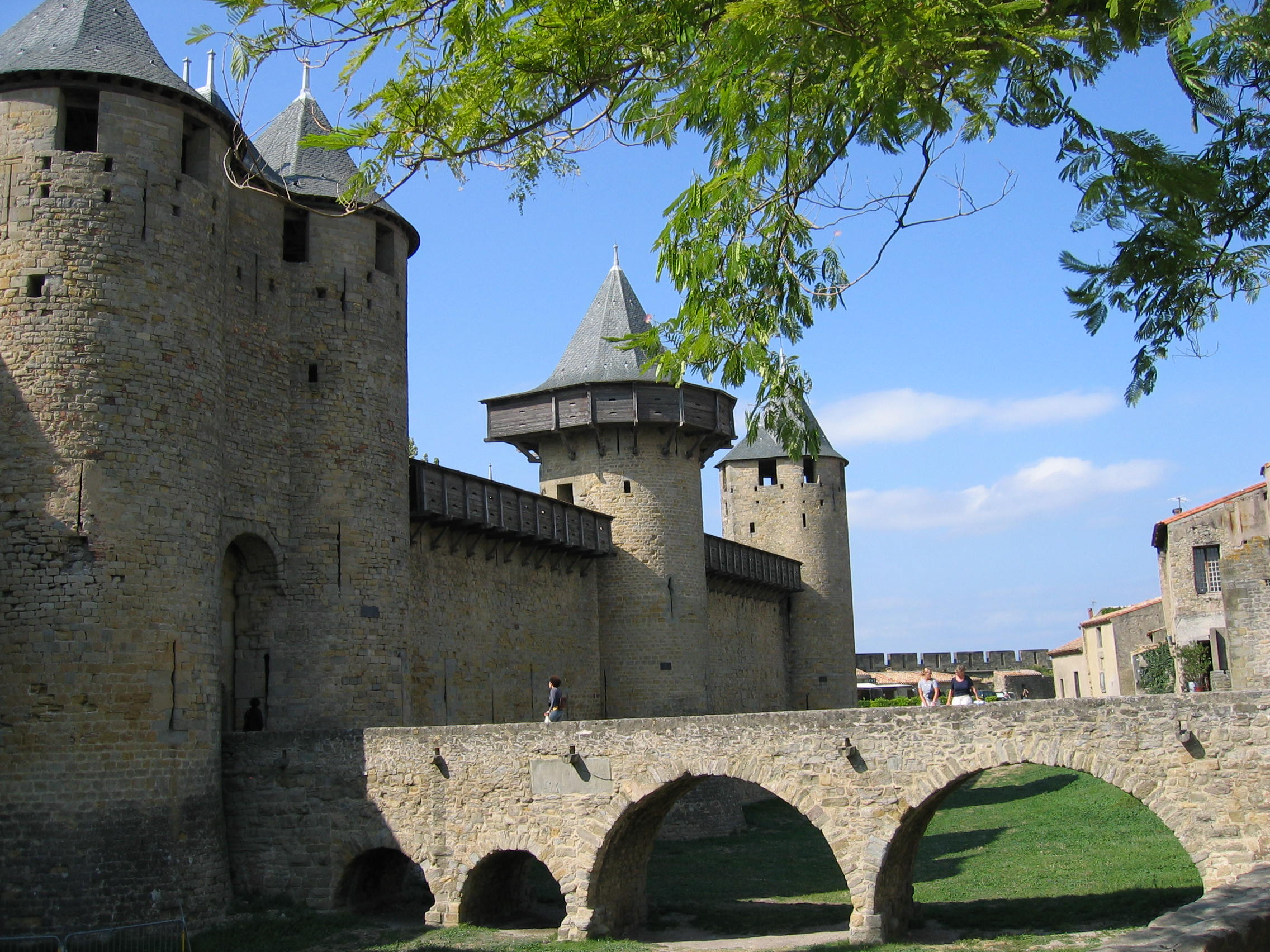
Герцогський палац в Каркассонні.
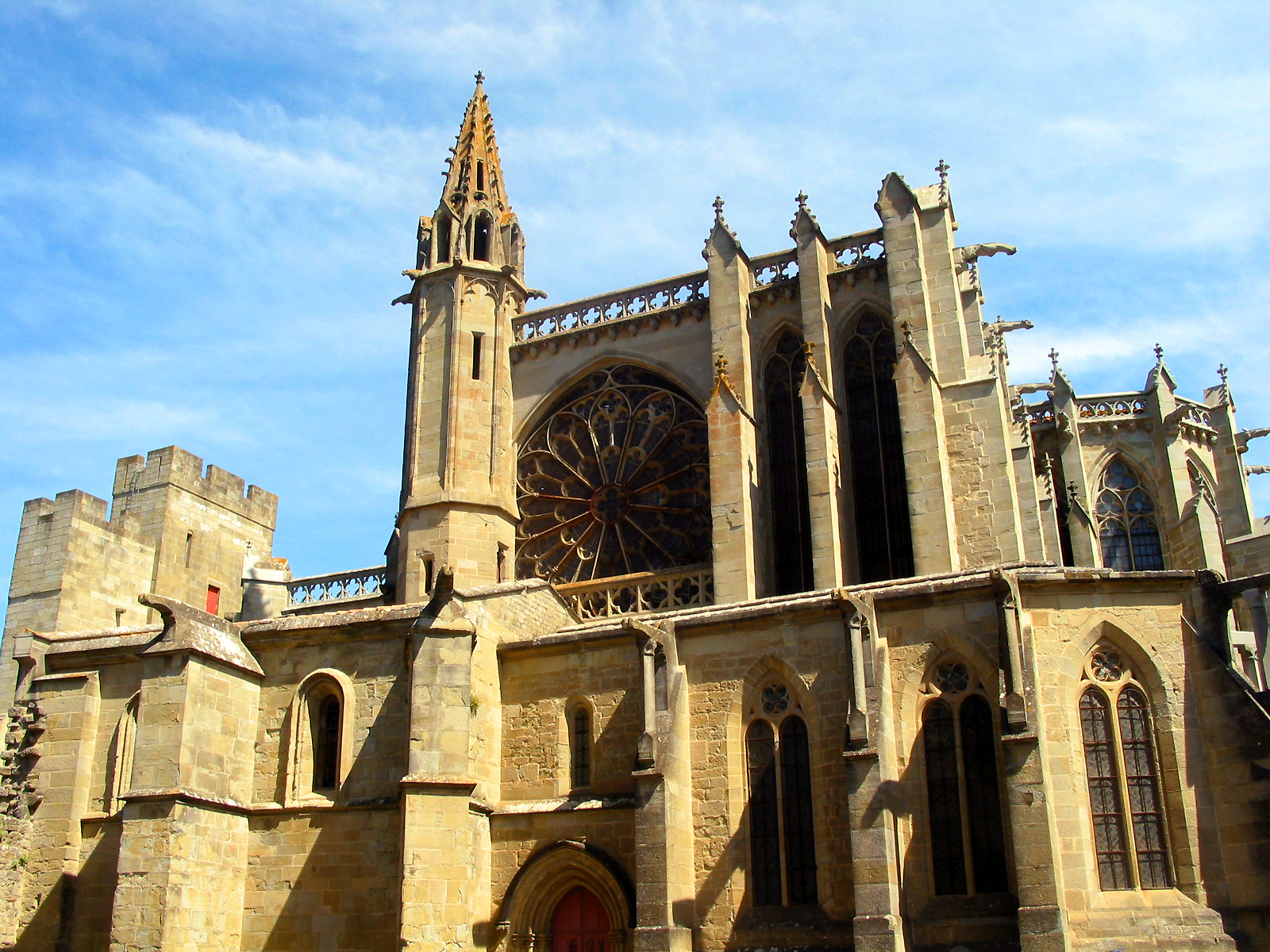
Базиліка Сен-Назер.
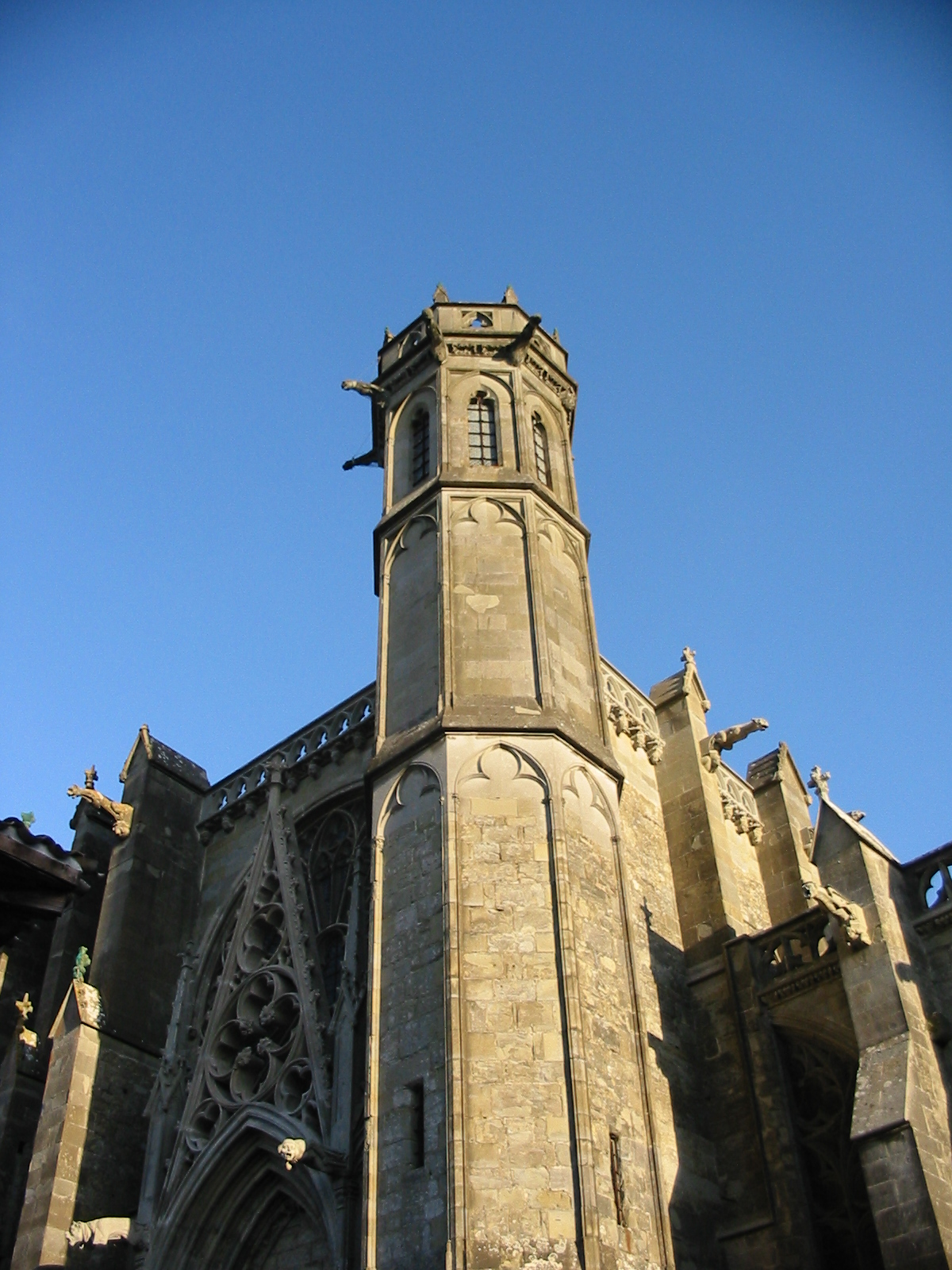
Базиліка Сен-Назер (деталь).
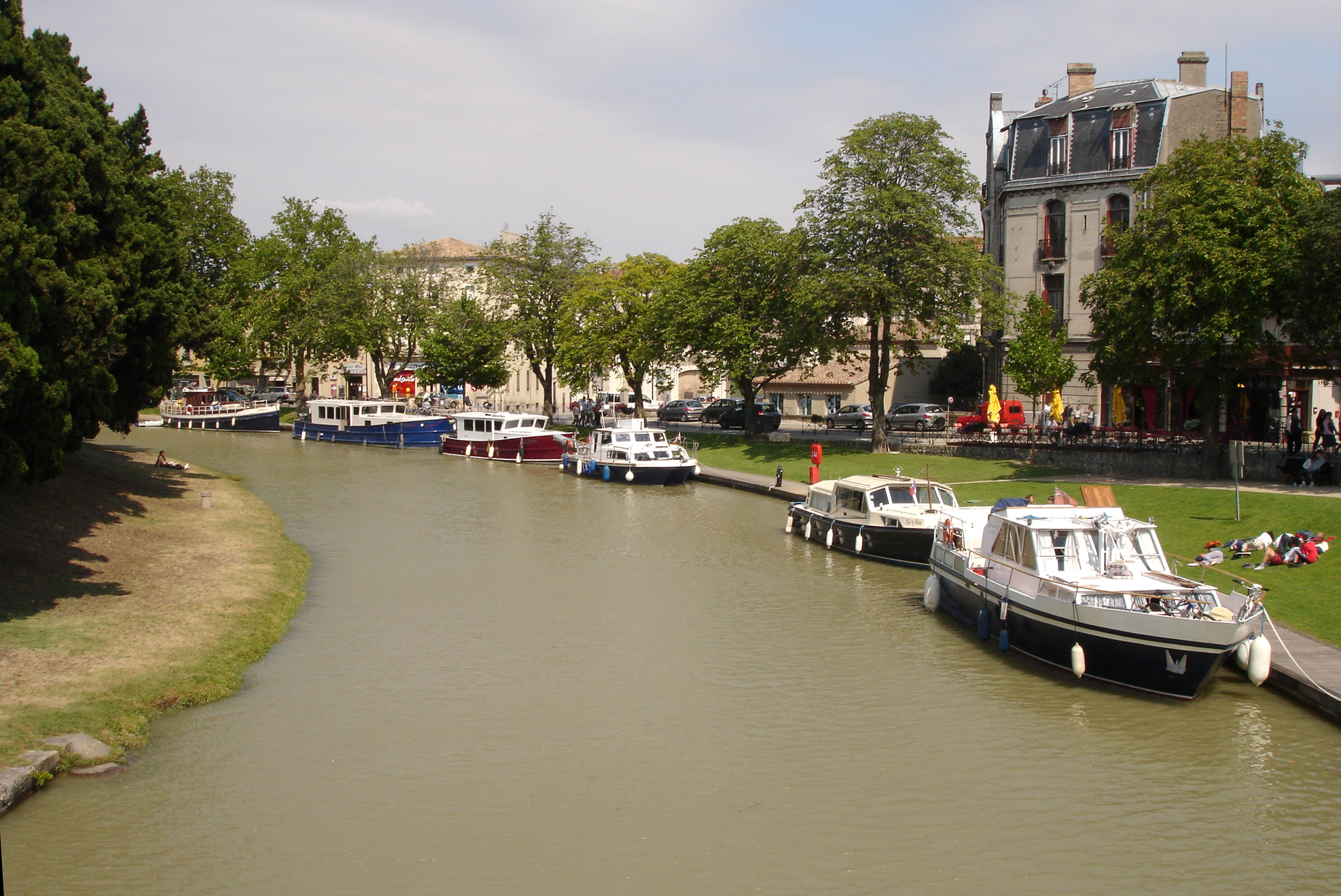
Набережна Південного каналу.
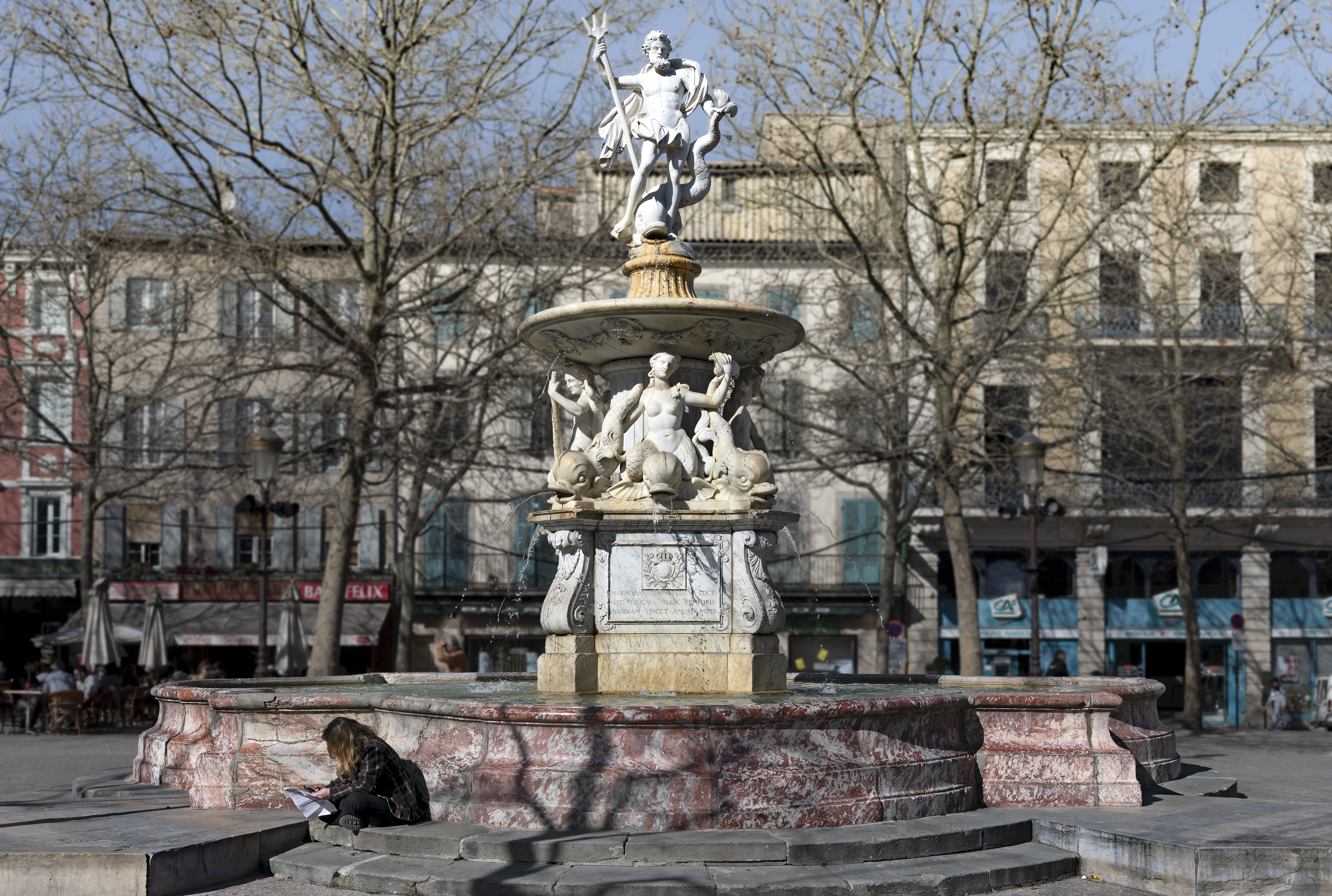
Фонтан Нептуна на площі Карно.
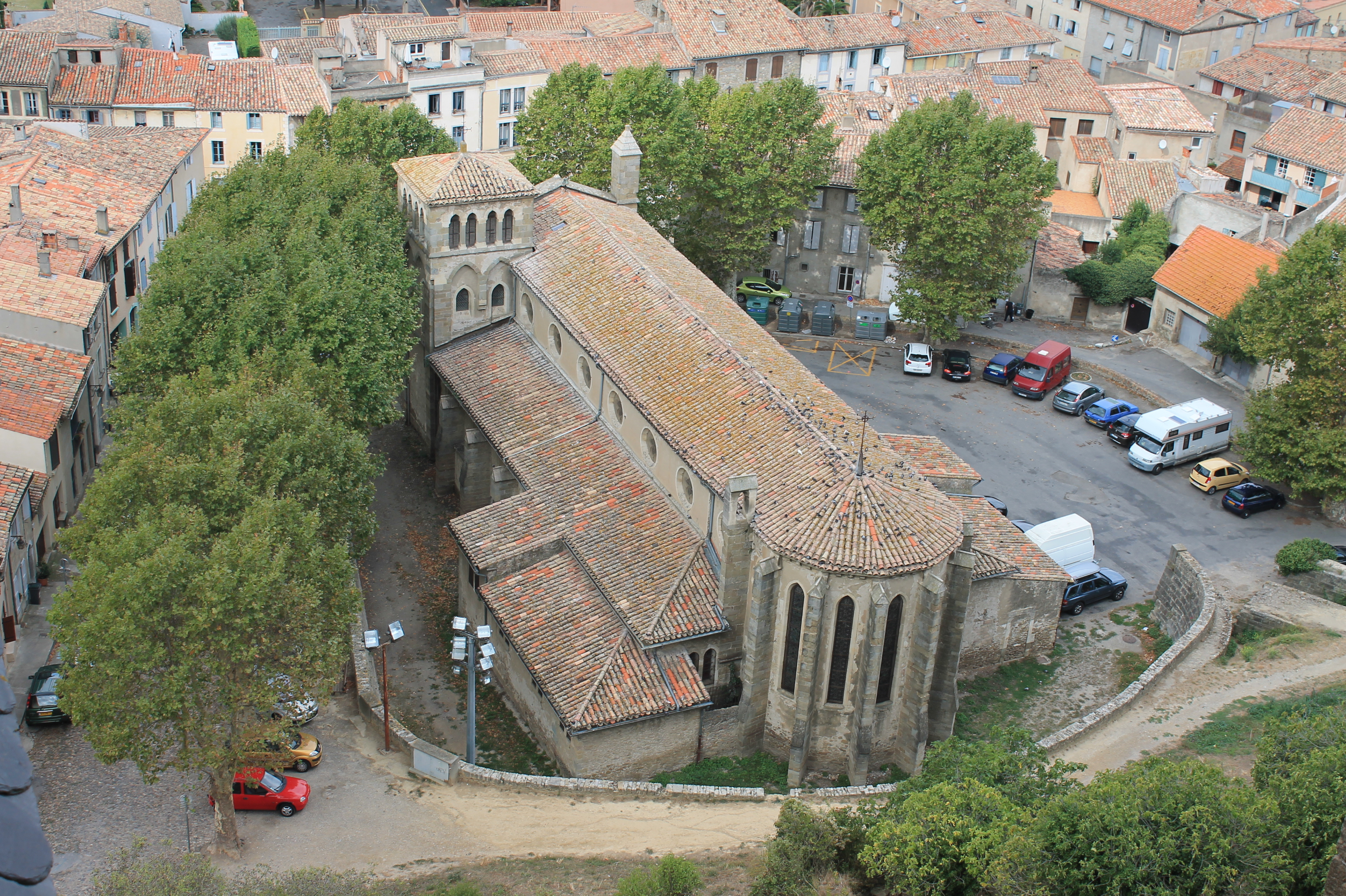
Церква Сен-Жімер.
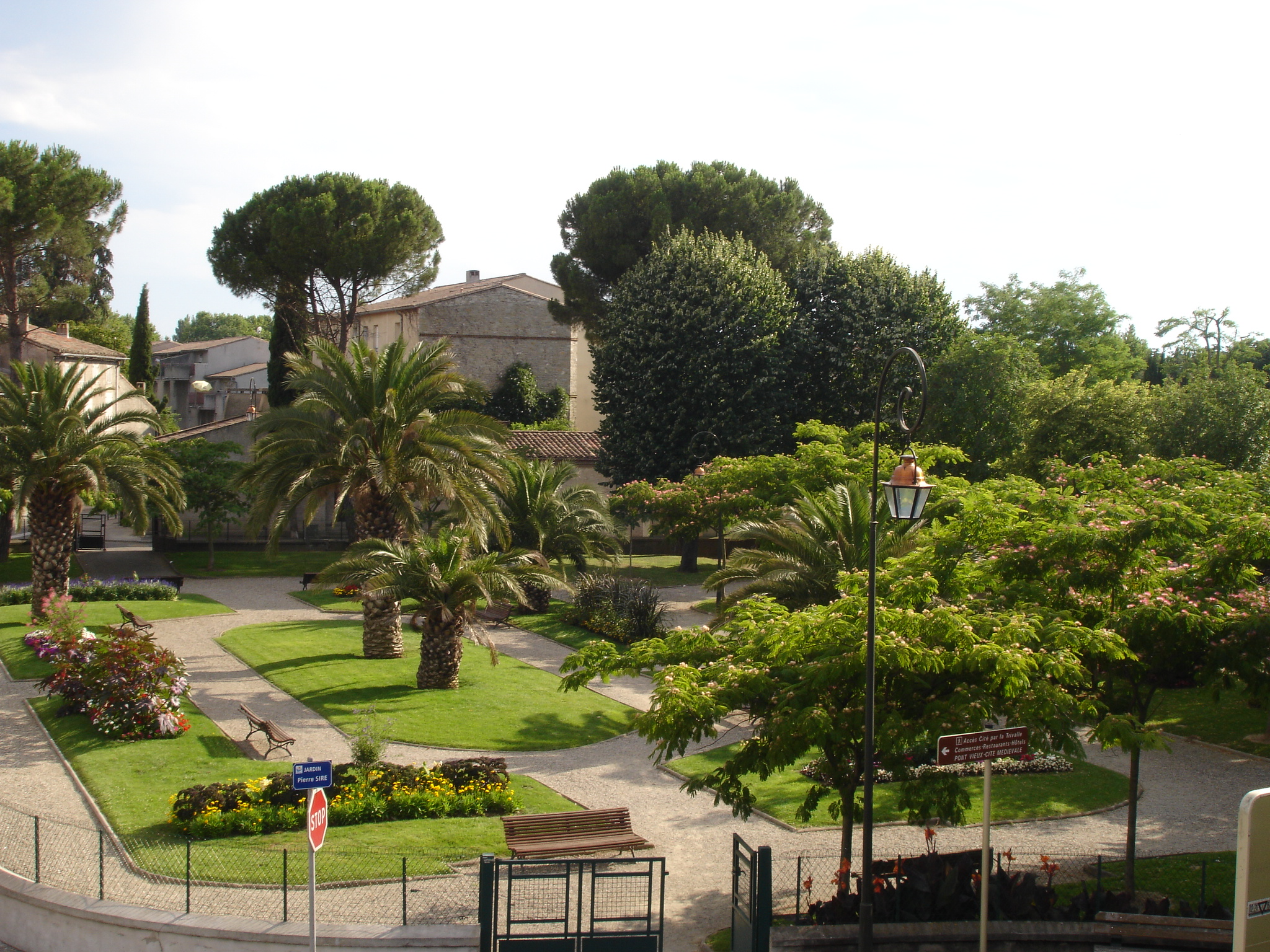
Сад Марії та П'єра Сір.
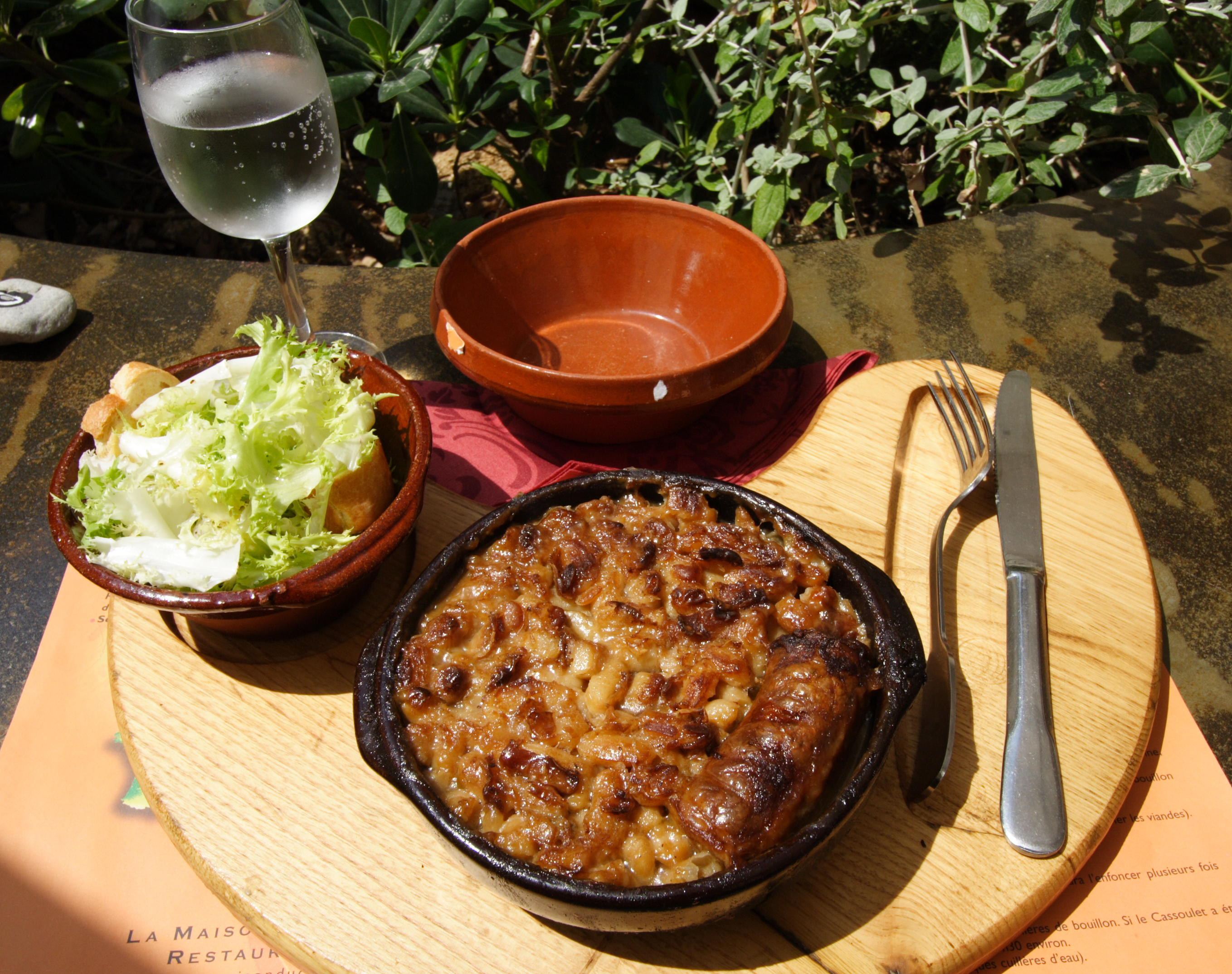
Традиційне рагу «кассуле» в одному з ресторанів Каркассонна.
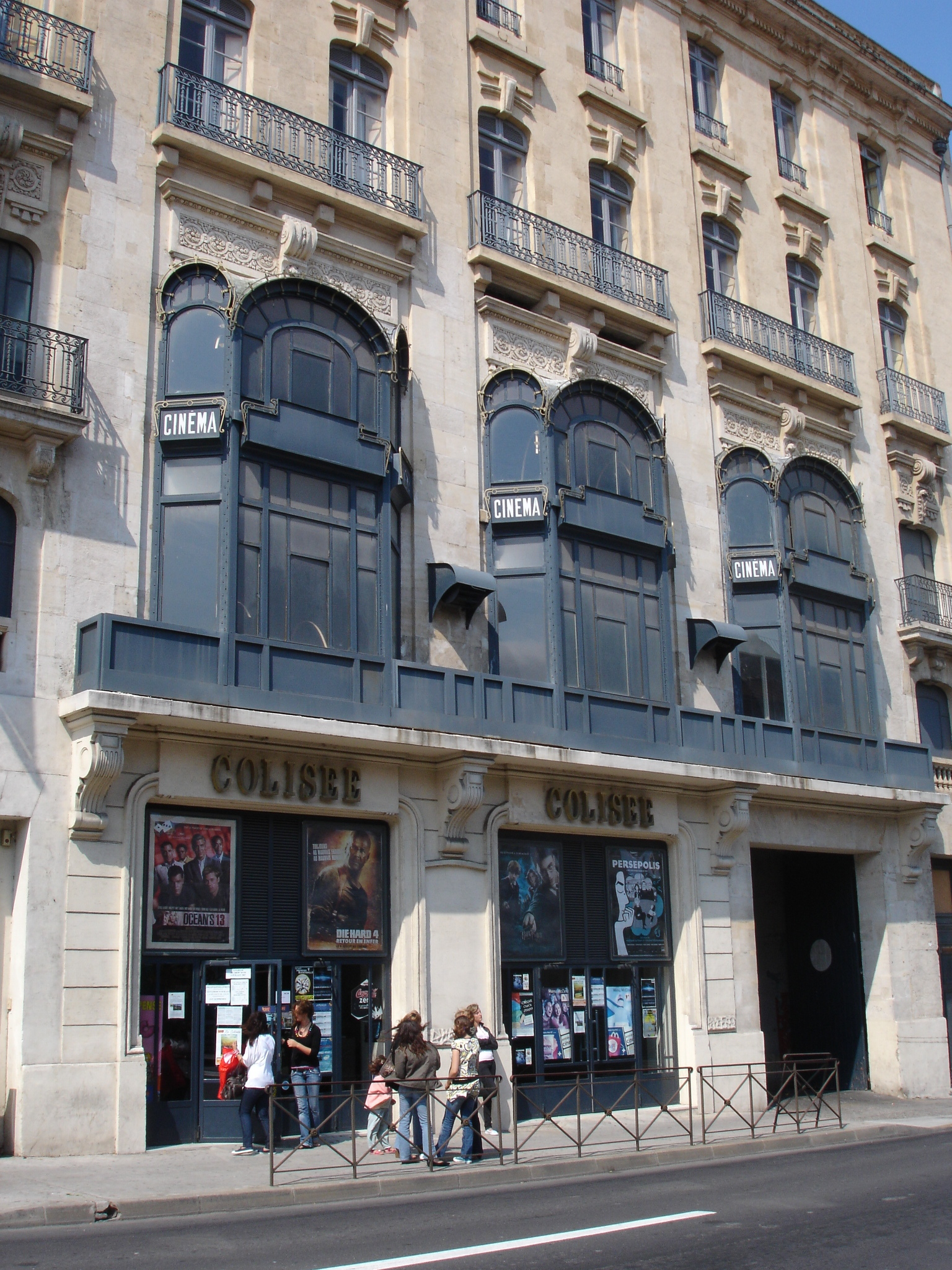
Кінотеатр «Колізей» у Каркассонні.
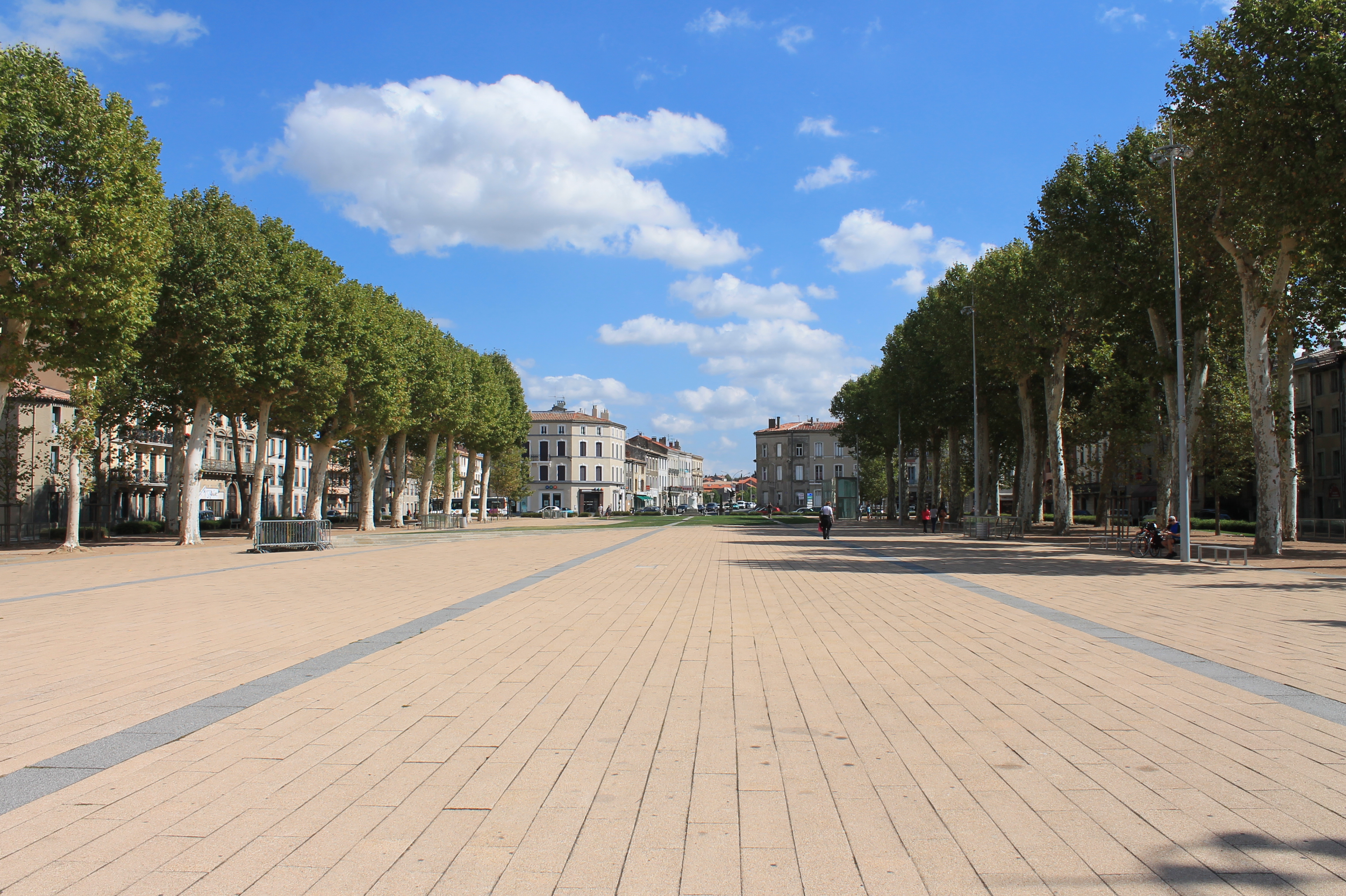
Площа в Каркассонні

## Персоналії
- Андре Каятт (1909—1989) — французький кінорежисер та сценарист.